# Nephargynnis floralae
Nephargynnis floralae är en fjärilsart som beskrevs av Heitzman. Nephargynnis floralae ingår i släktet Nephargynnis och familjen praktfjärilar. Inga underarter finns listade i Catalogue of Life.